# Château de Wedendorf
Le château de Wedendorf (Schloss Wedendorf) est un château situé en Allemagne à Wedendorf dans l'arrondissement du Mecklembourg-du-Nord-Ouest.

## Historique
Les terres de Wedendorf étaient de 1255 à 1680 le domaine seigneurial de la famille von Bülow. Elles appartiennent ensuite à la famille von Bernstorff. Andreas Gottlieb von Bernstorff (1643-1726) fait démolir l'ancienne maison fortifiée et fait bâtir en 1697 un château baroque. Il est totalement reconstruit par l'architecte berlinois Friedrich Rabe en 1805 en style néoclassique, sans avant-corps avec deux avancées de chaque côté du corps de logis surmontées chacune d'un fronton en arc-de-cercle. Giuseppe Anselmo Pellicia décore l'intérieur en style pompéien, dont certaines fresques subsistent aujourd'hui. Le château est situé au bord d'un grand étang, en face des bâtiments des communs et entouré d'un parc à l'anglaise.
Les comtes von Bernstorff vendent le château en 1931 au consul Hagen de Lübeck, dont la famille est expulsée en 1945.
Il est nationalisé après 1945 et sert de maison de repos et de vacances aux travailleurs affiliés au syndicat est-allemand de la Freier Deutscher Gewerkschaftsbund, puis d'école jusqu'en 1989. Après la réunification allemande, le château est acquis par Mme Katharina Haupt, de Munich, qui le fait restaurer de 1996 à 2003. Il est transformé en hôtel de tourisme de luxe quatre étoiles et centre de conférences et de séminaires.
Il a fait partie d'avril à octobre 2009 des parcs choisis pour l'exposition florale du Bundesgartenschau 2009, avec d'autres châteaux de la région, dont celui de Groß Schwansee.

## Source
- (de) Site officiel du château-hôtel de Wedendorf